# Alan Bruce McPherson
Alan Bruce McPherson, britanski general, * 1887, † 1978.